# Кајмакли
Кајмакли је један од највећих подземних градова у области Кападокије. Налази се на око 18 километара од главног града покрајине Невшехир. Служио је као уточиште за раних хришћана који су бежали од верски прогона мухамеданаца и Арапских освајања.
Потиче из доба Хетита. Предпотставља се да је настао око 1190. године на површини од 2 квадратна километра. Град је сазидан у систему тунела и просторија уклесаних у меким вулканским стенама. Има укупно осам спратова. Први ниво је изграђен од стране Хетита. Касније, током римске и византијске владавине подручје вештачких пећина се само увећало, што је на крају довело до формирања подземног града.
Кајмакли је повезан тунелом дужине 9 км до другог подземног града у Кападокији — Деринкуиу. Они су отворени за туристе од 1964. године. Од осам нивоа колико Кајмакли има за туристе су доступни само четири спрата.
На другом спрату налази се ранохришћанска црква са једним бродом и две апсиде. Испред апсиде смештена је крстионица, а на странама дуж зидова су седишта платформе. Имена људи који се налазе у гробницама поклапају са онима које се налази поред цркве, што потврђује да су гробови припадала хришћанима.
Трећи спрат садржи најважније делове подземног комплекса: складишта за вино и уље, пресе, посуђе, апаратуре и кухиње. На том нивоу се налазе и подземни рудници где се вадио бакар и други метали, као и опрема за њихово топљење и обраду.
Древни назив града је био Енегуп. Куће изграђене у подземним тунелима, којих има скоро стотину. Тунели се и данас користе као складишта, штале и подруми.